# BLACK 〜A night for you〜
『BLACK 〜A night for you〜』（ブラック・ア・ナイト・フォー・ユー）は、COLORの3枚目のオリジナルアルバムである。

## 概要
前作『BLUE 〜Tears from the sky〜』から6カ月後のアルバム。「CD+DVD」「CDのみ」の2形態で発売。初回限定盤にはボーナストラックとして「24karats -type C- feat. DOBERMAN INC」を収録。
"黒"をテーマに制作されたアルバム。

## 収録曲

### CD
1. mic check intro (1:07)
（作曲：STY）
2. Night for you (0:56)
（作詞：Na-C　作曲：Hitoshi Harukawa）
3. Midnight call (3:53)
（作詞：STY　作曲：STY）
9thシングル
CM:H.I.S.『スーパーサマーセール』（関東地方のみ）
フジテレビ系『魁!音楽番付JET』7月度オープニング・テーマ
4. X-GIRL (4:05)
（作詞：STY　作曲：STY）
5. BUDDY feat. J Soul Brothers (3:55)
（作詞：STY　作曲：STY）
日本テレビ系ドラマ『課長島耕作2 -香港の誘惑-』主題歌
J Soul Brothersとのコラボレーション曲。
6. Call My Name (4:11)
（作詞：STY　作曲：STY）
9thシングルのC/W曲。
日本テレビ系ドラマ『課長島耕作2 -香港の誘惑-』挿入歌
7. night interlude (1:11)
（作曲：STY）
8. Just a Little Bit (4:52)
（作詞：Yoko Hiji 作曲：Daisuke"DAIS"Miyachi）
日本テレビ系ドラマ『課長島耕作2 -香港の誘惑-』挿入歌
9. What about us Pt.2 (3:45)
（作詞：STY, ATSUSHI 作曲：STY）
10. S.S.D. feat. TO-C (warp-generation) (3:53)
（作詞：TAZZ, TO-C 作曲：tazz）
11. ain't so easy (3:56)
（作詞：STY 作曲：STY）
12. share wit' me (4:29)
（作詞：HIRO 作曲：HIRO）

Bonus track (初回限定盤のみ収録)
1. 24karats -type C- feat. DOBERMAN INC (4:37)
（作詞：STY, CHO, GS, KUBO-C, TOMOGEN 作曲：Bach Logic, STY）
"Sowelu, EXILE, DOBERMAN INC"名義のコラボレーション曲「24karats」のCOLORバージョン。

### DVD
- Midnight call (Music Video)
- Just a Little Bit (Music Video)

PVにEXILEのMATSU、平沼紀久が出演。
- ain't so easy (Music Video)

PVにEXILEのMAKIDAIが出演